# Folsom Peak
Der Folsom Peak ist ein Berg im Yellowstone-Nationalpark im Nordwesten des US-Bundesstaates Wyoming. Sein Gipfel hat eine Höhe von 2845 m und ist Teil der Gallatin-Range in den Rocky Mountains. Der Gipfel wurde 1895 vom Geologen Arnold Hague zu Ehren von David E. Folsom, einem Mitglied der Cook-Folsom-Peterson Expedition von 1869 benannt. Folsom, Peterson und Cook waren einige der ersten Entdecker der Yellowstone-Region, die ihre Erkundung veröffentlichten.

## Belege
1. ↑  Geonames: Folsom Peak. Abgerufen am 5. Januar 2021.
2. ↑  Gannett, Henry (1905): The Origin of Certain Place Names in the United States.
3. ↑  Whittlesey, Lee (1996): Yellowstone Place Names. Hrsg.: Wonderland Publishing Company. Gardiner, MT, ISBN 1-59971-716-6.